# Flávio de Carvalho
Flávio de Carvalho nombre artístico de Flávio de Rezende Carvalho (Barra Mansa, 10 de agosto de 1899 — Valinhos, 4 de junio de 1973). Flávio fue de los grandes nombres de la generación modernista brasileña, actuando como arquitecto, ingeniero, escenógrafo, dramaturgo, pintor, diseñador, escritor, filósofo, músico e inclusive otros rótulos.

## Biografía
Hijo de familia con muchas posesiones, pudo recibir una educación privilegiada en Francia (de 1911 a 1914) y en Inglaterra, donde concurrió a la Universidad de Durham. En 1922, se formó en ingeniería civil. Al mismo tiempo y en esa misma universidad, hizo estudios de bellas artes.
Retornando ao Brasil, empregou-se como calculista na famosa firma de construção civil de Ramos de Azevedo (1924).
Em 1939, Flávio de Carvalho recibió una declaración (hecha por el profesor Paul V. Shaw) al Premio Nobel de Literatura sin embargo, ganó el escritor finés Frans Eemil Sillanpää. El premio Nobel de ese año fue la última antes de la Segunda Guerra Mundial y se volvería a entregarse nuevamente en 1944. 
Flávio escribió sobre arquitectura en el extinto "Diário de São Paulo", y en 1956, su editor le pide que haga un modelo de ropa interior masculina. Flavio dio el nombre de Experiencia # 3 a su proyecto y creó una falda de nailon, una camisa hinchada, un sombrero y un modelo de medias de red con sandalias de cuero como una solución a un calor excesivo. Hizo desfilar su prototipo el 18 de octubre de ese año en Sao Paulo. Fue, de hecho, el vestido de un modelo futurista de la vivienda A cidade do Homen Nu, sem Deus, ni propriedade privada ou matrimonio, un ser "salvaje con todos sus deseos, toda su curiosidad intacta y sin reprimir como lo fue en la conquista colonial. En busca de una civilización desnuda ", como escribió.

## Algunas publicaciones
- Experiência #2. 1a. edição. São Paulo: Irmãos Ferraz, 1931.

- Experiência #2. 2a. edição. São Paulo: Nau, 2001. ISBN 8585936444

- A origem animal de deus. São Paulo: Difusão Europeia do Livro, 1973.

- Os ossos do mundo. 1a. edição. Río de Janeiro: Ariel, 1936.
- Os ossos do mundo. 2a. edição. São Paulo: Antiqua, 2004. ISBN 8589363120

- Os ossos do mundo. 3.ª ed. Campinas: Editora da Unicamp [edición equivocadamente autodenominada "2ª ed." mas por lamentable lapsus se trataba de la 3.ª ed.]

- SANGIRARDI JR. Flávio de Carvalho, o revolucionário romântico. Río de Janeiro: Philobiblion, 1985.

- MOREIRA LEITE, Rui. Modernismo e Vanguarda: o caso Flávio de Carvalho. Estud. Av. 12 (33) São Paulo may/ago 1998

- MOREIRA LEITE, Rui. Flávio de Carvalho (1899-1973) entre a experiência e a experimentação. Tesis doctoral) São Paulo, 1994. Escola de Comunicações e Artes da Universidade de São Paulo

- TOLEDO, J. Flávio de Carvalho - o comedor de emoções. São Paulo: Brasiliense/Unicamp, 1994.[3] (Com prefácio de Jorge Amado e capa de Wesley Duke Lee.)

- SALGADO, Marcus Rogério. A arqueologia do resíduo: os ossos do mundo sob o olhar selvagem. São Paulo: Antiqua, 2013. Capítulo de tese de doutoramento defendida na Universidade Federal do Rio de Janeiro (2010). ISBN 9788589363297.

- GOLINO, William. História d"O Bailado do Deus Morto": uma radical modernização do teatro no Brasil. Dissertação (mestrado). Belo Horizonte, 2002. Faculdade de Letras da Universidade Federal de Minas Gerais.

- OSÓRIO, Luiz Camillo. Flavio de Carvalho. São Paulo: Cosac Naify, 2009. ISBN 8575030183.